# The Mission Carrier
The Mission Carrier è un cortometraggio muto del 1911 di cui non si conosce il nome del regista. Prodotto dalla Kalem Company e distribuito dalla General Film Company, aveva come interpreti Alice Joyce e Carlyle Blackwell.

## Produzione
Il film fu prodotto dalla Kalem Company.

## Distribuzione
Il film - un cortometraggio di una bobina - uscì nelle sale statunitensi il 10 marzo 1911, distribuito dalla General Film Company.